# テレトピア構想
テレトピア構想（てれとぴあこうそう）とは、地域情報化政策の一種である。別名は未来型コミュニケーションモデル都市構想。1983年8月に郵政省（現・総務省）から提唱された。

## 概要
広域市町村圏を含めた地方公共団体を対象に、ケーブルテレビ、データ通信、コミュニティ放送等の情報通信メディアを活用して、地域の情報化を促進し、地域社会の活性化を図ることを目的としている。
財政的支援としては、テレトピア推進法人による指定地域内のケーブルテレビ施設、コミュニティ放送施設等の情報通信システムの構築に対し、日本政策投資銀行等からの無利子融資、低利融資、財政投融資を実施する。また、税制の特例措置としてテレトピア基金に対しての民間企業からの負担金の全額損金算入措置が行われる。この他、テレトピア促進協議会をとおしての郵政省（現・総務省）の施策等の地域情報化に関する情報提供、情報基盤協議会による地域情報化アドバイザー制度による講師の派遣、地方電気通信監理局主催の地域情報化に関するセミナーへの案内等が実施される。
本構想に基づき、郵政省が全国各地に「テレトピア指定地域」を指定したが、指定地域は昭和61年度末時点で全国63地域に達した。
当時NTTが展開していたビデオテックス網（キャプテンシステム）との関わりも深く、全国各地に同システムへの情報提供を行うセンター（主に第三セクター）が設立され、それら各地のセンター間の情報交換・共有を目的とした組織として「地域ビデオテックス推進協議会」（1987年4月設立）も存在した。